# Малышка Финн
«Малышка Финн» (англ. Finn's Girl) — канадский фильм 2007 года режиссёров Доминик Кордона и Лори Колберт.

## Сюжет
Фильм рассказывает о канадском докторе Финн Джеффрис. Финн — лесбиянка, и до недавнего времени жила вместе со своей подругой Нэнси и дочерью Зелли. Но Нэнси умирает и Финн сталкивается с большими трудностями. У неё начинаются проблемы с Зелли, которая отбивается от рук, биологический отец Зелли настаивает, чтобы дочь жила с ним, вдобавок на жизнь Финн покушаются противники абортов, и дело доходит даже до вооруженных нападений. Защищать доктора приставлены два полицейских — Диана и Ксавье. Вынужденные проводить много времени вместе, Диана и Финн сближаются.

## Актёрский состав
| В ролях       |  | Персонаж            |
| ------------- |  | ------------------- |
| Брук Джонсон  |  | Финн                |
| Майя Риттер   |  | Зелли, дочь Финн    |
| Янна Макинтош |  | Диана, полицейский  |
| Джилс Лемар   |  | Ксавье, полицейский |

| В ролях        |  | Персонаж            |
| -------------- |  | ------------------- |
| Эндрю Чалмерс  |  | Макс, друг Зелли    |
| Шанталь Коул   |  | Ева, подруга Зелли  |
| Натали Торье   |  | Джэми, подруга Финн |
| Ричард Кларкин |  | Пол, отец Финн      |

## Награды
Фильм получил следующие награды:
| Награды                                                        | Награды | Награды                                                       | Награды         | Награды                      |
| -------------------------------------------------------------- | ------- | ------------------------------------------------------------- | --------------- | ---------------------------- |
| Фестиваль / Премия                                             | Год     | Награда                                                       | Категория       | Победитель                   |
| Кинофестиваль «Аутфест»                                        | 2007    | Special Programming Committee Award                           | Emerging Cinema | Доминик Кордона Лори Колберт |
| 6th Fire Island Film & Video Festival                          |         | Best Feature Film                                             |                 | «Малышка Финн»               |
| 4th Del Mar Mallorca International Lesbian & Gay Film Festival |         | Best Feature Film Best Actress                                |                 | «Малышка Финн» Брук Джонсон  |
| 4th Del Mar Ibiza International Lesbian & Gay Film Festival    |         | Best Feature Film                                             |                 | «Малышка Финн»               |
| 10th Calgary International Gay & Lesbian Film Festival         |         | Best Canadian Feature Film Audience Award (Best Feature Film) |                 | «Малышка Финн»               |
| 29th Créteil International Women’s Film Festival               |         | Vice-Prix du Public                                           |                 | «Малышка Финн»               |